# Torches (Daughtry)
Torches è un singolo del gruppo musicale statunitense Daughtry, pubblicato il 29 gennaio 2016 come unico estratto dal primo album di raccolta It's Not Over...The Hits So Far.

## Video musicale
Il videoclip è stato pubblicato l'11 marzo 2016 sul canale Vevo-YouTube del gruppo.